# Ludwig Schames

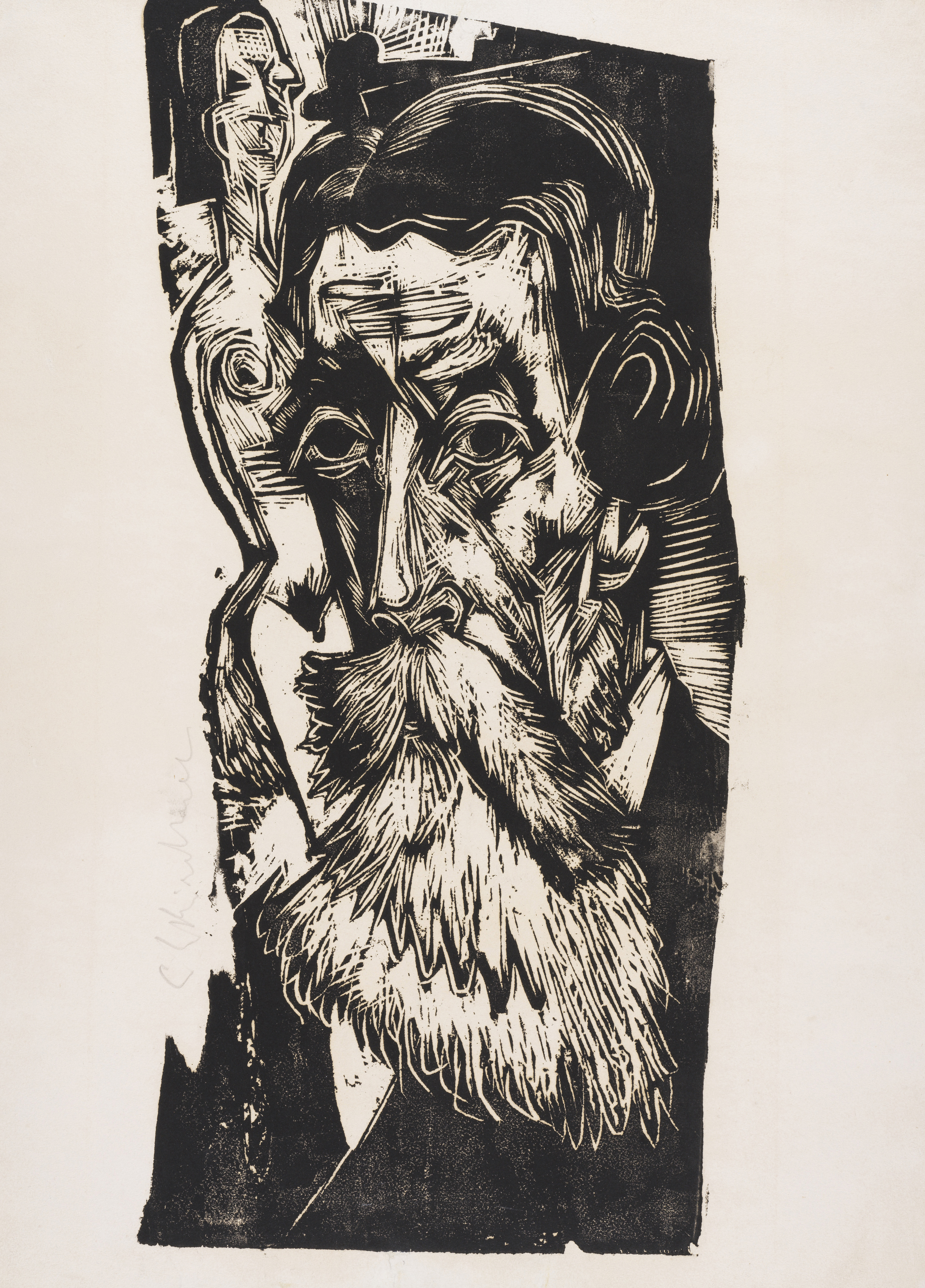
Kopf Ludwig Schames, Holzschnitt von E. L. Kirchner, 1918

Männerbildnis L. Schames, Gemälde von E. L. Kirchner, 1922

Ludwig Schames (geb. 11. August 1852 in Frankfurt am Main; gest. 3. Juli 1922 ebenda) war ein deutscher Kunsthändler. Er förderte seit 1913 die deutschen Expressionisten, insbesondere Ernst Ludwig Kirchner, dessen wichtigster Galerist er wurde.

## Leben und Werk
Schames stammte aus einer alteingesessenen Frankfurter jüdischen Familie. Er erhielt eine Ausbildung zum Bankkaufmann und verbrachte viele Jahre abwechselnd in Frankfurt und Paris, wo er als Bankier arbeitete, und wo er von der dortigen jungen Kunstszene fasziniert wurde. Er knüpfte zahlreiche Kontakte zu Künstlern und legte sich eine Kunstsammlung zu.
Im Jahr 1885, mit 36 Jahren, kehrte Schames aus Paris zurück und beteiligte sich an dem Familiengeschäft Beer und Samuel Schames in der Fahrgasse in Frankfurt, die mit Bettfedern und Rosshaaren handelte. 1895 eröffnete er mit seinem Geschäftspartner Wilhelm S. Posen am Opernplatz 10 „famose kleine Räume (bei der Oper; l. Stock) …“ Diese Kunsthandlung gehörte einem neuen Galerietyp an, der sich nicht mehr nur für den An- und Verkauf von Kunstwerken interessierte, sondern moderne Künstler, ihre Ideen und Stile als Mitstreiter aktiv förderte und vermittelte.
Die Kunsthandlung Posen & Schames war auf die Malerei des französischen Spätimpressionismus sowie auf Werke des Fauvismus spezialisiert. 1900 zeigten Posen & Schames eine Ausstellung der Arbeiten von Jakob Nussbaum, zu der der Künstler die Einladungskarte selbst gestaltete.
Ab 1906 führte er die Kunsthandlung Posen & Schames allein fort unter der Bezeichnung „Kunstsalon Ludwig Schames“ in der Börsenstraße 2–4, an der Ecke zum Börsenplatz. Gleichzeitig verschob sich sein Schwergewicht auf die deutschen Expressionisten, insbesondere aus dem Kreis der Neuen Künstlervereinigung München wie Wassily Kandinsky, Adolf Erbslöh, Alexej Jawlensky, Alexander Kanoldt und Karl Hofer. In den Erdgeschossräumen mit großen Schaufenstern zeigte er 1913 August Macke und Max Pechstein, und im Oktober 1916 wurde mit einer Rede von Botho Graef die erste Ausstellung von Ernst Ludwig Kirchner eröffnet, aus der eine intensive und langjährige Verbindung hervorging. 1915 fand erstmals eine Ausstellung mit Arbeiten von Emil Nolde statt, dessen Bilder, Aquarelle und Grafiken Schames anschließend regelmäßig bis 1927 zeigte. Auch das Werk von Karl Hofer wurde, zusammen mit Arbeiten von Wilhelm Lehmbruck und dem Frankfurter Gustav Schraegle erstmals 1915 vorgestellt. Erich Heckel hatte 1916 seine erste Ausstellung bei Schames, der auch die Vertretung des Künstlers übernahm. 1917 folgte die Ausstellung Adolf Hölzel und sein Kreis, zu dem unter anderen Willi Baumeister gehörte. Doch auch Künstlern aus der Region, wie Leo Maillet, bot Schames eine Plattform und verhalf ihnen damit erst zu überregionaler Bedeutung.
Die Kunstsammler Ludwig und Rosy Fischer aus Frankfurt am Main erwarben bei Schames Kirchners Akt, sich umdrehend und legten damit den Grundstein für ihre bedeutende private Kollektion moderner Kunst. Auch die weiteren Erwerbungen wurden seit 1913 unter dem Einfluss von Ludwig Schames getätigt, beispielsweise ein Werk von Karl Friedrich Lippmann. 1920 fanden die Große Graphik-Ausstellung Ernst Ludwig Kirchner und eine Ausstellung mit Werken von Karl Schmidt-Rottluff statt. Bedeutend für den Kunstsalon Schames war die vom 22. Januar bis 28. Februar 1922 stattfindende Ausstellung Schweizer Arbeit von E. L. Kirchner mit 37 Gemälden, 49 Zeichnungen und Grafiken. Kirchner schrieb unter dem Pseudonym Louis de Marsalle selbst das Vorwort zu dem Katalog. Er bewunderte Schames, der das Leben eines orthodoxen Juden führte, Pessach und das Laubhüttenfest feierte und sich dennoch vorbehaltlos und in einem Alter von 70 Jahren der modernen Kunst öffnete.
Im Juli desselben Jahres starb Ludwig Schames überraschend. Als Nachruf veröffentlichte Kirchner in der Berliner Zeitschrift Der Querschnitt ein Holzschnittporträt Schames’, unter das er den Text: „Das war der Kunsthändler Ludwig Schames, der feine uneigennützige Freund der Kunst und der Künstler … In edelster Weise hat er mir und manchem anderen Schaffen und Leben ermöglicht. Wir verlieren in ihm den Menschen, der einzigartig wie ein guter Vater, ein Freund, ein feinsinniger verständnisvoller Förderer der Kunst unserer Zeit war.“
Schames sei gerade deshalb von den Künstlern geschätzt worden, weil er sie nie übervorteilte, schrieb Nolde in seiner Autobiografie. Und für die Kunstfreunde wiederum sei er ein zuverlässiger Berater gewesen. Schames ist also sowohl als seriöser Vermittler wie auch als väterlicher Freund zu bezeichnen.
Mit seiner Frau Fanny hatte Schames zwei Kinder. Der Maler Samson Schames war sein Neffe.

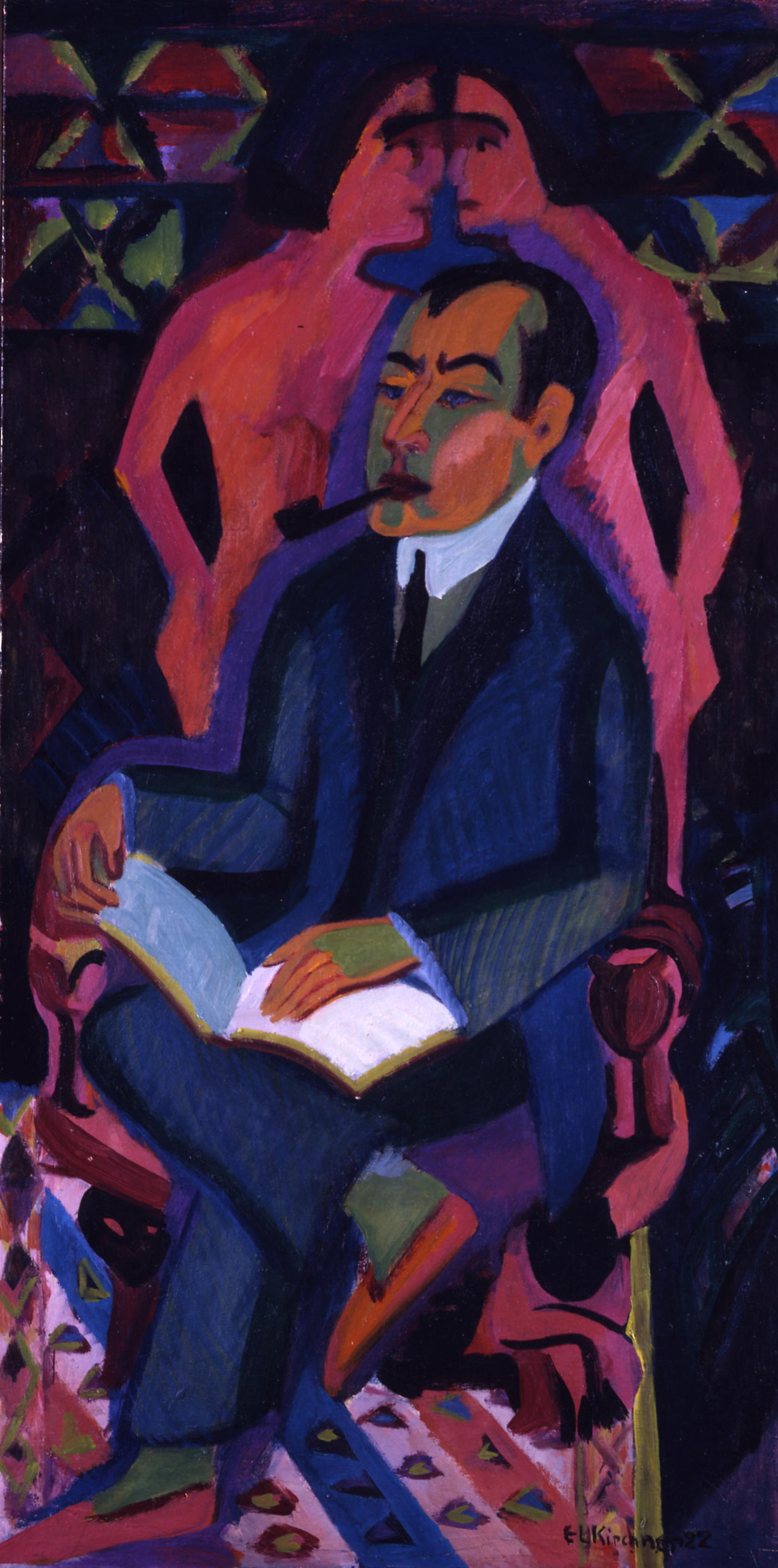
Ernst Ludwig Kirchner, Porträt Manfred Schames

## Die Nachfolger
Die Galerie wurde nach dem Tod 1922 von seinem Sohn Leon Schames (1882–1956), einem bekannten Physiker, fortgeführt, der jedoch das Geschäft an Ludwigs Neffen Manfred Schames (1885–1955) abgab. Bereits kurz nach dem Tod des Vaters besuchte Leon Schames Kirchner in Davos, wo auch das Porträt Bildnis Schames junior entstanden sein dürfte. Die freundschaftliche Verbundenheit zu Manfred Schames, der die Galerie in der Junghofstraße 18 weiterführte, blieb erhalten. Kirchner hatte ihn – neben dem Ölbild – auch auf einer Radierung (D 498) und einem Holzschnitt (D 519) dargestellt. 1925/1926 entzweite sich die Verbindung vorübergehend, da Kirchner behauptete, Manfred Schames zahle nicht korrekt. Manfred Schames führte das Geschäft mit seiner Frau Else Schames weiter, bis er 1934 ein faktisches Berufsverbot erhielt. Er emigrierte nach Palästina und soll dort 1955 als Besitzer einer Hühnerfarm gestorben sein. Er konnte seine Sammlung weitgehend sichern, doch werden noch immer zahlreiche Werke, unter anderen von Max Pechstein, Édouard Manet und Maurice de Vlaminck, vermisst. Das Gebäude, in dem der Kunstsalon am Börsenplatz untergebracht war, besteht heute noch. Viele Bilder aus der Sammlung Ludwig Schames hat das Museum Giersch zusammengetragen.